# Panorama per matar
Panorama per matar (títol original en anglès: A View to a Kill) és una pel·lícula britànico-estatunidenca de 1985 de la sèrie de James Bond, encarnat per Roger Moore i dirigida per John Glen.

## Argument
En missió a Sibèria, James Bond recupera al cos sense vida de 003 un microxip electrònic ultrasecret. A la tornada a Londres, Q descobreix analitzant-ho que ha estat fabricat per la societat Zorin Industries i que és el seu propietari, Max Zorin, qui l'ha encolomat probablement als soviètics. Bond investiga sobre Zorin i descobreix que ell i la seva amant, May Day, són fruit d'experiències nazis portades pel doctor Carl Mortner, que havia practicat abans en un camp de concentració alemany. Bond descobreix igualment que Zorin vol destruir la Silicon Valley, sabotejant així el mercat mundial dels microxips electrònics. Intenta llavors oposar-se a ell amb l'ajuda de la geòloga Stacey Sutton.

## Repartiment
- Roger Moore: James Bond
- Christopher Walken: Max Zorin
- Grace Jones: May Day
- Tanya Roberts: Stacey Sutton
- Patrick Macnee: Sir Godfrey Tibett
- David Yip: Chuck Lee
- Patrick Bauchau: Scarpine
- Fiona Fullerton: Pola Ivanova
- Willoughby Gray: Dr. Carl Mortner
- Robert Brown: M
- Desmond Llewelyn: Q
- Geoffrey Keen: Ministre de defensa
- Lois Maxwell: Miss Moneypenny
- Walter Gotell: General Anatol Gogol
- Lucien Jérôme: Xofer de taxi de París
- Dolph Lundgren: Venz

## Llocs de l'acció
- Sibèria / Alaska, pre-crèdits
- Londres, Amberley i Ascot, Gran Bretanya
- Torre Eiffel i Castell de Chantilly
- San Francisco, Califòrnia, Estats Units

## Llocs de rodatge
- Estudis Pinewood
- Islàndia
  - Jokulsarlon
- Suïssa
- França:
  - Torre Eiffel, París
  - Restaurant Jules Verne, Torre Eiffel
  - Castell de Chantilly
  - Castell de Grosbois, Boissy-Saint-Léger (Val-de-Marne),
- San Francisco, Califòrnia:
  - Fisherman's Wharf
  - Golden Gate Bridge
- Gran Bretanya:
  - Carreres d'Ascot
  - Amberley Working Museum

## Al voltant de la pel·lícula
- És l'última vegada que Roger Moore encarna James Bond. Moore va declarar que va renunciar al paper de l'agent secret perquè sentia el límit d'edat: es va adonar en efecte que la mare de Tanya Roberts, la seva companya de repartiment, era més jove que ell...[3]
- És també l'última vegada que Lois Maxwell encarna Miss Moneypenny.
- És per contra la primera vegada que es veu Dolph Lundgren en el cinema, al paper d'un dels guardes de Gogol.
- És la primera vegada que es veu Bond en missió a l'interior de la Unió Soviètica.
- La plató de rodatge als Estudis Pinewood era tot nou i dedicat a les pel·lícules de Bond, d'aquí el seu nom: Plató Albert R. Broccoli's 007. El plató anterior havia estat destruït per un incendi a causa d'una explosió de bidons de benzina abandonats després del rodatge de Legend de Ridley Scott.
- David Bowie havia estat pensat pel paper de Zorin.
- Maud Adams, ja vista a L'home de la pistola d'or i Octopussy va fer una tercera aparició (aquí com a figurant) inèdita per a una noia Bond. Estava a San Francisco en el moment del rodatge i Roger Moore va insistir perquè se li oferís una actuació.
- Patrick Macnee és, amb Honor Blackman, Diana Rigg i Joanna Lumley, un dels actors de Barret i botes de cuir que surt en un film de James Bond. A l'escena on Bond i Tibett desfan els seus equipatges, hi ha una picada d'ull als crèdits de la sèrie televisiva: Bond dona un paraigua a Tibett/Macnee.
- El Rolls Royce de Sir Godfrey Tibett és de fet el d'Albert R. Broccoli.
- Les praderies de la remunta de pura sang de Zorin són les grans extensions que envolten el castell de Chantilly, construeix al segle xvi, i situat a 60 km de París.